# Kaarthoekmeter

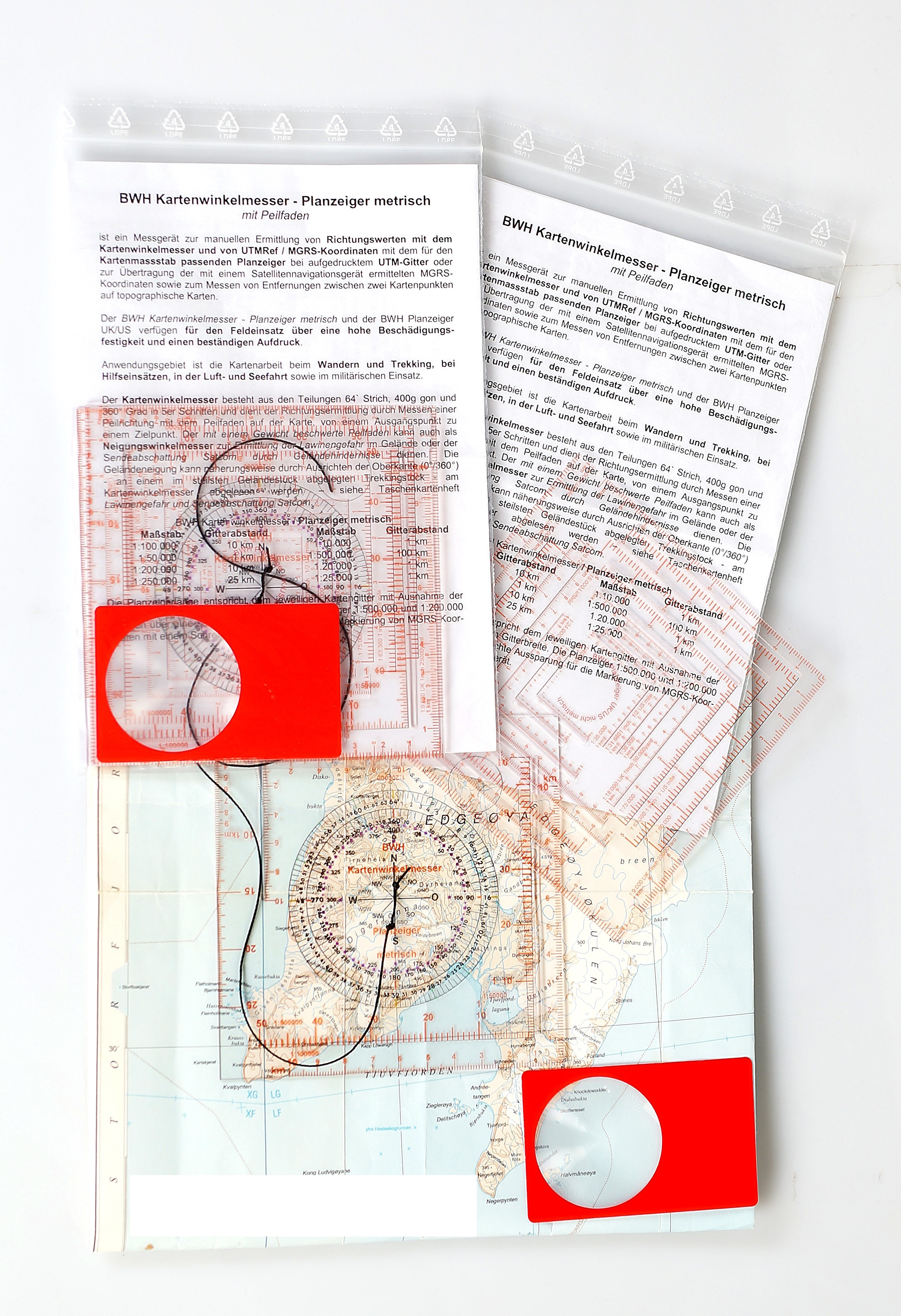

Een kaarthoekmeter is een hulpmiddel om kaarthoeken op te meten of uit te zetten met een gradenboog. Meestal heeft een kaarthoekmeter ook een plaatsaanduider om coördinaten te bepalen.
Een kaarthoek is de rechtsom gemeten hoek tussen het kaartnoorden en een bekende richting. De kaarthoekmeter bestaat meestal uit een doorzichtige, van  plastic vervaardigde halve cirkel, of een soort hoekige liniaal. waarop aan de rand een verdeling in graden is aangebracht (gradenboog). Er zijn ook geheel cirkelvormige kaarthoekmeters, alsmede kaarthoekmeters waarop buiten de genoemde verdeling, andere gegevens zijn aangebracht, zoals een liniaal (10 centimeter).
Met de plaatsaanduider kan bij kaarten met een schaal van 1:25.000 en 1:50.000 de coördinaten tot op ongeveer 10 meter nauwkeurig bepaald worden. 